# 湘南平塚看護専門学校
湘南平塚看護専門学校（しょうなんひらつかかんごせんもんがっこう）は、神奈川県平塚市富士見町にある。3年制の看護学科を持つ専門学校である。

## 概要
1994年に開設された看護学校。平塚市内に3つある看護師の人材養成教育機関の一つである。文科省付与の学校コードは「H114320300032」。

## 沿革
- 1994年（平成06年）4月 - 湘南平塚看護専門学校が開学。[2]
- 1996年（平成08年）12月4日 - 専門士の称号が付与できる専門学校の専門課程として認可。
- 2002年（平成14年）3月 - 保健師助産師看護師法の施行（旧保健婦助産婦看護婦法）により男女ともに「看護師」という名称に統一。
- 2014年（平成26年）3月31日 - 文部科学大臣より「職業実践専門課程」の認定。
- 2020年（令和02年）4月 - 高等教育無償化認定校の認定。

## 設置学科
- 医療専門課程　看護学科 （3年制）

## 取得できる資格・免許状
- 看護師 国家試験受験資格
- 保健師・助産師の養成機関受験資格
- 養護教諭免許一種の養成機関（看護系）受験資格
- 専門士（医療専門課程）の称号[3]
- 大学編入学受験資格（取得単位の置き換え）

## 学内奨学金
- 調査中

但し、高等教育無償化認定校制度、 日本看護協会、各病院奨学金や地方自治体など学外の就学資金支援制度（奨学金の給付/貸与）もあり。要確認。